# Asthenia machaonaria
Asthenia machaonaria är en fjärilsart som beskrevs av Guérin-meneville 1829-44. Asthenia machaonaria ingår i släktet Asthenia och familjen påfågelsspinnare. Inga underarter finns listade i Catalogue of Life.